# Albertia crystallina
Albertia crystallina är en hjuldjursart som beskrevs av Schultze 1851. Albertia crystallina ingår i släktet Albertia och familjen Dicranophoridae. Inga underarter finns listade i Catalogue of Life.